# Илья (Эн)
Илья́ (фр. Illiat) — коммуна во Франции, находится в регионе Рона — Альпы. Департамент — Эн. Входит в состав кантона Туассе. Округ коммуны — Бурк-ан-Брес.
Код INSEE коммуны — 01188.

## География

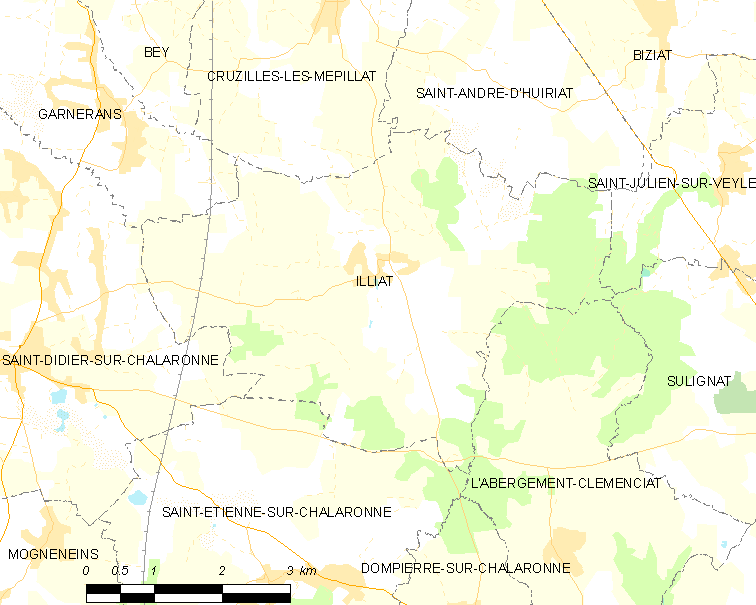
Карта коммуны

Коммуна расположена приблизительно в 360 км. к юго-востоку от Парижа, в 50 км. севернее Лиона, в 27 км. к западу от Бурк-ан-Бреса.

## Климат
Климат полуконтинентальный с холодной зимой и тёплым летом. Дожди проходят в основном летом.

## Население
Население коммуны на 2010 год составляло 570 человек.
| 1962 | 1968 | 1975 | 1982 | 1990 | 1999 | 2010 |
| ---- | ---- | ---- | ---- | ---- | ---- | ---- |
| 462  | 435  | 395  | 384  | 396  | 464  | 570  |

## Администрация
| Период | Период | Фамилия        | Партия | Примечания |
| ------ | ------ | -------------- | ------ | ---------- |
| ?      | 1977   | Феликс Верню   |        |            |
| 1977   | 1995   | Марсель Татон  |        |            |
| 1995   | 2008   | Жак Арбор      |        |            |
| 2008   | 2020   | Бернар Литодон |        |            |

## Экономика
В 2010 году среди 371 человека трудоспособного возраста (15—64 лет) 289 были экономически активными, 82 — неактивными (показатель активности — 77,9 %, в 1999 году было 69,0 %). Из 289 активных жителей работали 273 человека (151 мужчина и 122 женщины), безработных было 16 (9 мужчин и 7 женщин). Среди 82 неактивных 33 человека были учениками или студентами, 29 — пенсионерами, 20 были неактивными по другим причинам.

## Достопримечательности
- Церковь Св. Симфориана (XII век). Исторический памятник с 2008 года[4]